# Coprinopsis
Гнойовик (Coprinopsis) — рід грибів родини Psathyrellaceae. Назва вперше опублікована 1881 року.

## Назва
Українською гриб називають гнойовик, так само як рід Coprinus.

## Поширення та середовище існування
В Україні зустрічаються:
- Coprinopsis acuminata
- Coprinopsis atramentaria
- Coprinopsis cinerea
- Coprinopsis cortinata
- Coprinopsis echinospora
- Coprinopsis ephemeroides
- Coprinopsis friesii
- Coprinopsis lagopus
- Coprinopsis marcescibilis (Psathyrella marcescibilis)
- Coprinopsis nivea
- Coprinopsis pachysperma
- Coprinopsis patouillardii
- Coprinopsis phlyctidospora
- Coprinopsis picacea
- Coprinopsis radiata
- Coprinopsis stercorea

## Галерея

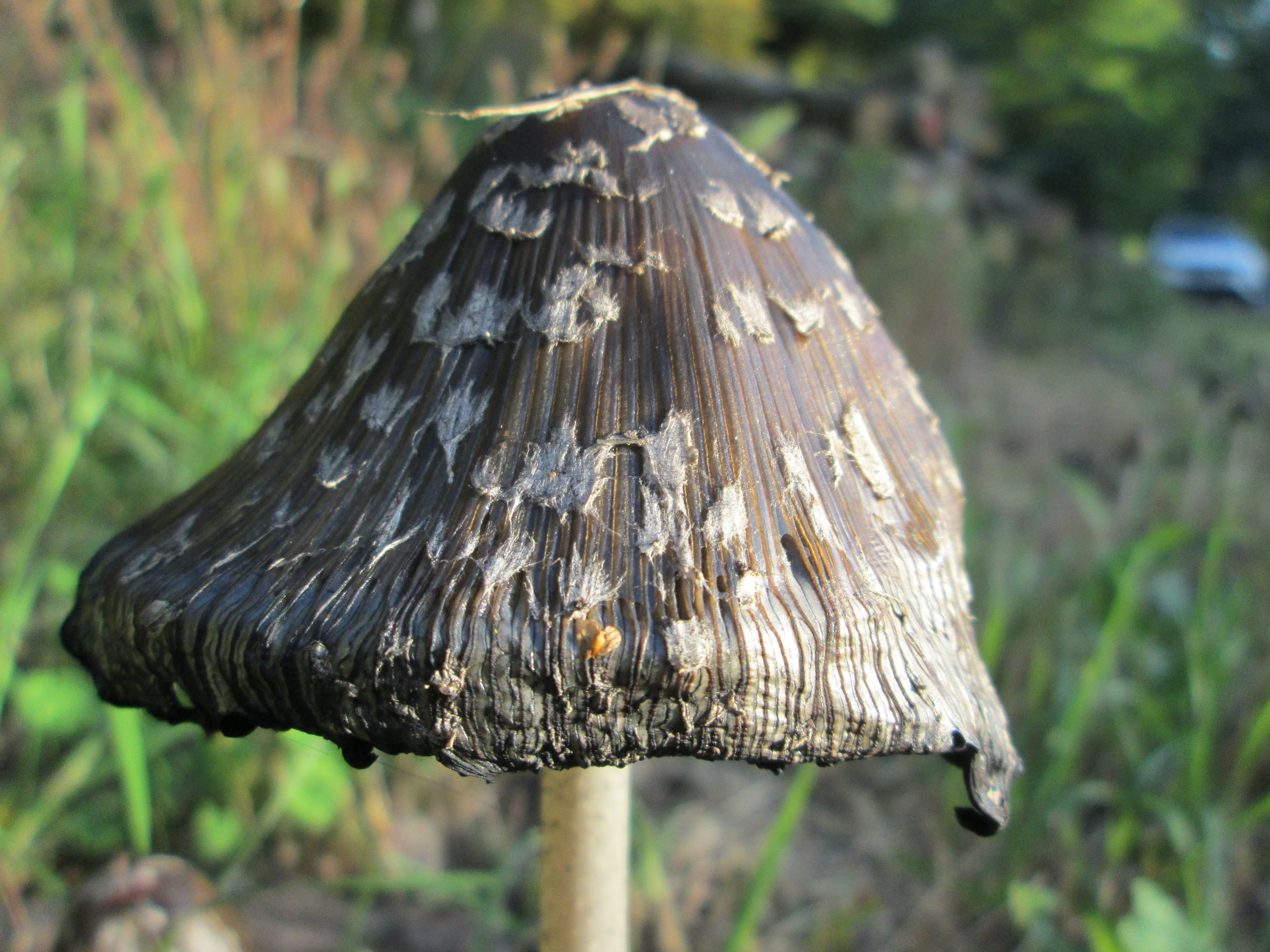
Coprinopsis atramentaria
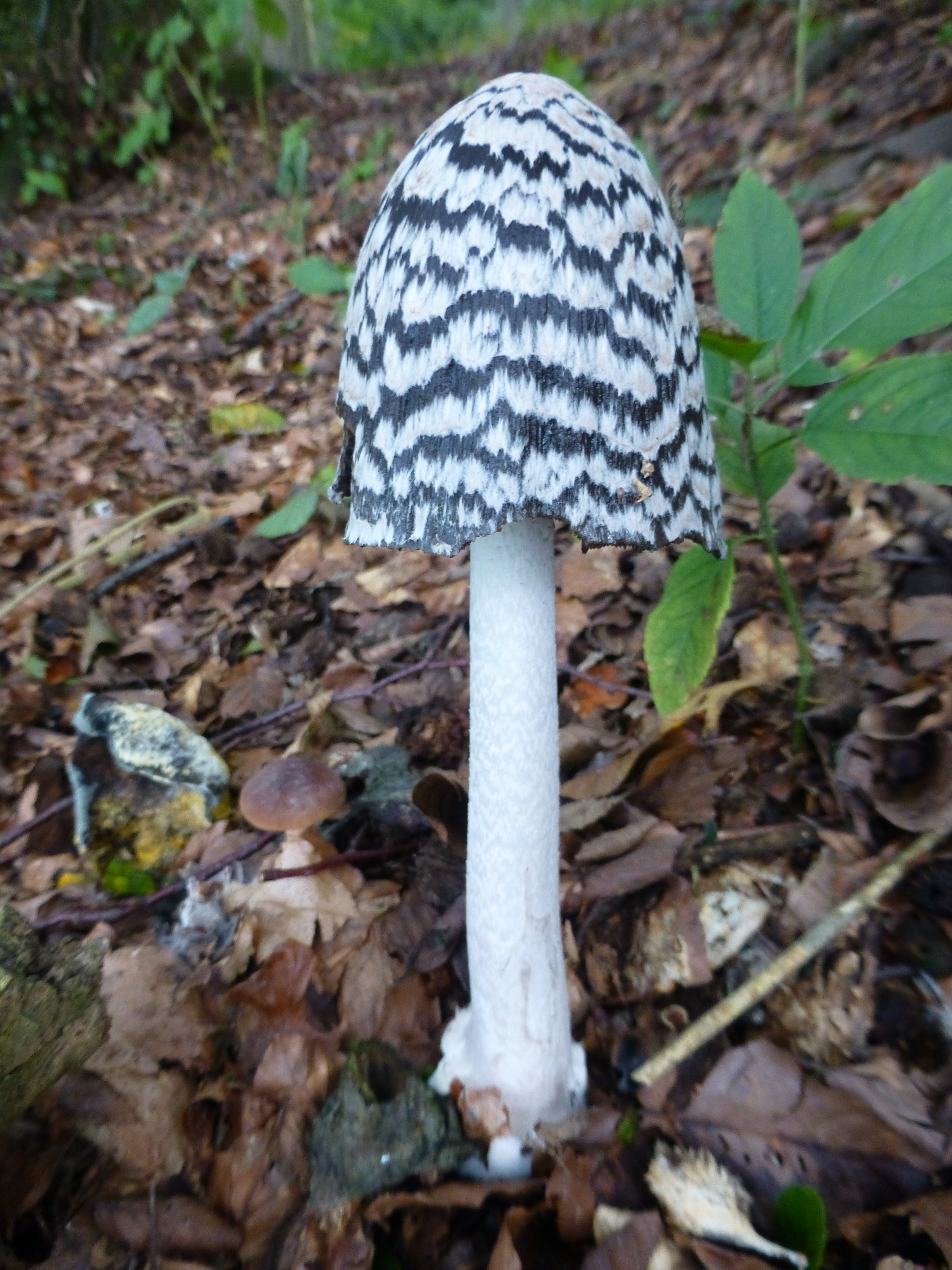
Coprinopsis picacea
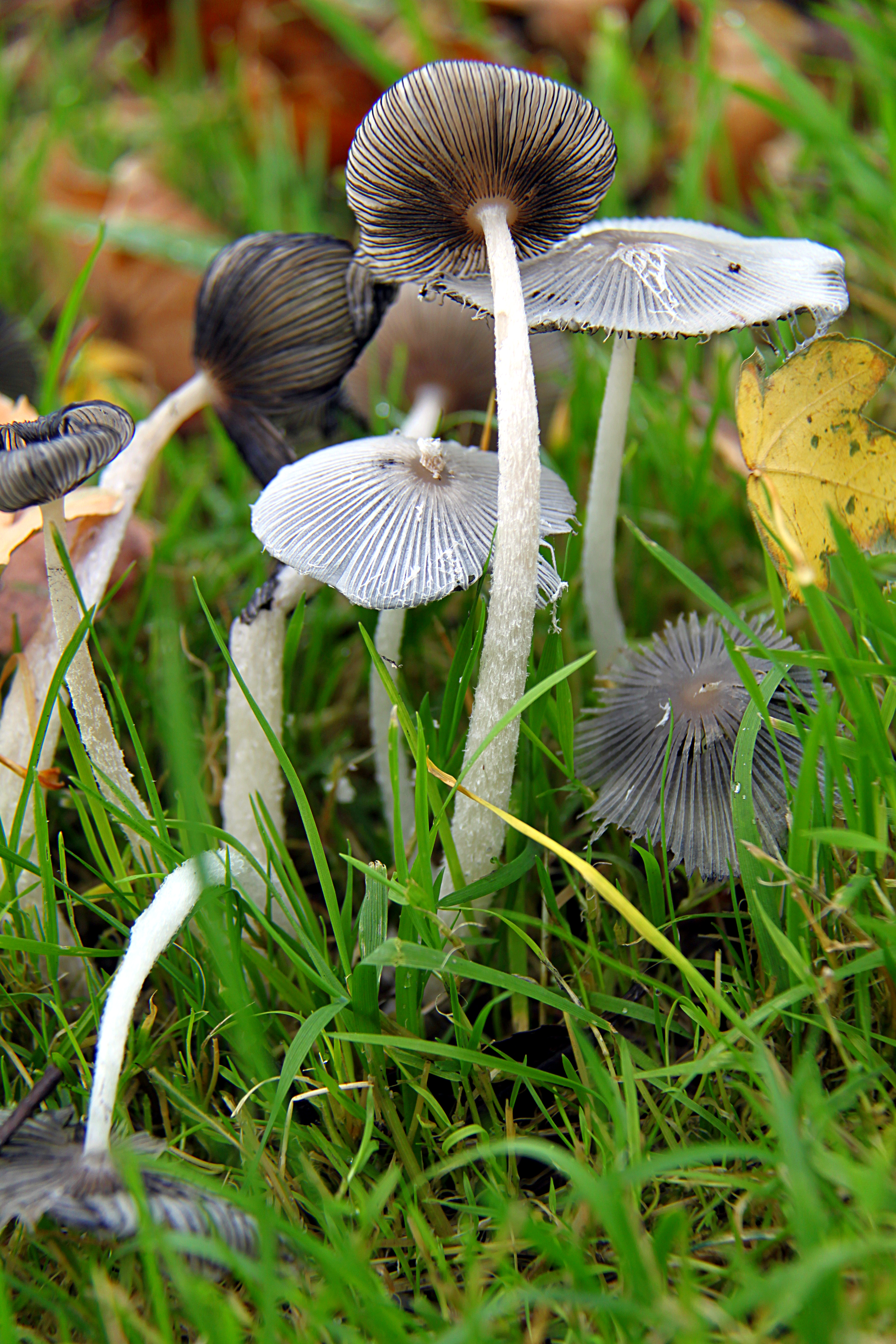
Coprinopsis lagopus